# Cosme Massini Ezcurra
Cosme Massini Ezcurra (Buenos Aires, 20 de mayo de 1877 - 9 de febrero de 1951) fue un abogado y hacendado argentino, que ejerció como presidente de la Sociedad Rural Argentina y como Ministro de Agricultura de su país en el año 1940.

## Biografía
Hijo de Esteban Massini Argerich y de Teodora Dolores de Ezcurra, estudió en la Universidad de Buenos Aires, recibiéndose de abogado. Se dedicó a la administración de los campos de su familia y a participar en directorios de empresas. Fue un miembro activo de la Sociedad Rural Argentina, de la que llegó a ser presidente en 1934. Ejerció ese cargo hasta el año 1938, en que inició una carrera en la administración pública nacional, aunque sus primeras actuaciones públicas fueron como parte de una comisión de estudio de la comercialización de carnes en 1937.
En 1938 fue el director del área de turismo de Parques Nacionales, cargo que ejerció hasta 1941. Al año siguiente fue nombrado director del Banco Central de la República Argentina, como representante del Poder Ejecutivo nacional. En 1940 fue nombrado Ministro de Agricultura de la Nación por el presidente Roberto M. Ortiz, tras una breve crisis ministerial causada por la renuncia de los ministros Manuel Alvarado y José Padilla. Fue el único presidente de la Sociedad Rural que también fue ministro de Agricultura de la Nación. Durante su breve actuación —renunció a principios de septiembre— disolvió el Mercado de Haciendas y Carnes, que había sido creado en 1937 para regularizar y fiscalizar el comercio interno.
Continuó siendo director del Banco Central, como representante del Banco de la Nación Argentina, y tras el golpe de Estado de 1943 fue nombrado presidente del mismo, ejerciendo ese cargo hasta finales del gobierno de la revolución del 43.
Retirado a sus actividades particulares, en 1948 publicó su único libro conocido, en coautoría con Guillermo Aubone, Organización de la enseñanza agrícola. Falleció en 1951. Estaba casado con Valeria Crotto Villas, y tuvo cuatro hijos: Carlos, José María, Mercedes y Federico. Mercedes Massini Ezcurra fue actriz, y durante toda su carrera artística usó el seudónimo de Mercedes Sombra.
Cosme Massini Ezcurra había nacido el 20 de mayo de 1877, hijo de Esteban  Fuentes (1845-1884) quienes habían contraído enlace en la Basílica Nuestra Señora de la Merced de Buenos Aires, el 22 de agosto de 1872.mCosme, abogado, hacendado, presidente del Banco de la Nación Argentina y ministro de Agricultura durante la presidencias de Ortiz y Castillo estaba casado con , teniendo como hijos a . Massini Ezcurra ejercería el cargo de presidente de la Sociedad Rural Argentina entre los años 1938 y 1942. Fue además, padre de la gran actriz cuyo seudónimo fue Mercedes Sombra.